# The Waldo Moment
"The Waldo Moment" é o terceiro e último episódio da segunda temporada da série de antologia e ficção científica britânica Black Mirror. Foi estrelado por Daniel Rigby, Chloe Pirrie, Jason Flemyng, e Tobias Menzies. O episódio foi escrito por Charlie Brooker, o próprio criador da série, e foi originalmente exibido no Channel 4 no dia 25 de fevereiro de 2013.
O episódio teve origem em uma ideia para Nathan Barley, um projeto de televisão anterior co-escrito por Charlie Brooker e Chris Morris.

## Enredo
Jamie Salter (Daniel Rigby) é um comediante falido que executa a voz e os movimentos (por intermédio de um manipulador remoto) de um urso de desenho animado chamado Waldo, que entrevista políticos e outras figuras de autoridade. Os entrevistados são enganados em pensar que as entrevistas de Waldo são para um programa de televisão para crianças, quando eles são realmente para um late-night talk show. O urso Waldo é extremamente popular com o público britânico, e um piloto para sua própria série é comissionado. Apesar do sucesso do personagem, Jamie está deprimido e insatisfeito com a sua vida.
Durante uma sessão de brainstorming para o piloto de Waldo, o produtor Jack Napier (Jason Flemyng), que detém os direitos de Waldo, brinca ao sugerir que Waldo competisse contra políticos reais em uma próxima eleição futura na cidade de Stentonford, então ele poderia se opor a um de seus últimos entrevistados, o candidato conservador Liam Monroe (Tobias Menzies). Jamie relutantemente concorda, preocupado em entrar no mundo da política. A empresa de produção dirige-se de campanha em campanha, projetando Waldo em uma tela ao lado de uma van que vai dirige até onde Monroe está fazendo sua campanha, dessa forma, Waldo consegue humilha-lo publicamente. Durante a campanha, Jamie encontra Gwendolyn Harris (Chloe Pirrie), candidata trabalhista da eleição que, apesar de não ter chance de ganhar, entra na eleição para promover sua própria carreira política. Jamie e Gwendolyn dormem juntos, mas depois Gwendolyn é avisado pelo seu gerente de campanha para ficar longe de Jamie durante a campanha. Jamie não consegue entender o porque dela está evitando-o e desenvolve um desprezo pela carreira política.
Agravado pela tentativa de Monroe de zombar dele em um painel de televisão, Jamie emite um discurso contra a artificialidade dos políticos, expondo a carreira política de Gwendolyn no processo. Esse discurso se torna um sucesso no YouTube, e Waldo acaba ganhando mais apoio público enquanto a campanha de Gwendolyn rapidamente declina. Jamie e Napier se encontram com Jeff Carter (David Ajala), parte de uma agência americana não identificada que afirma que, desde que Waldo não é uma pessoa real, ele tem o potencial de se tornar um rosto popular de uma forma a tornar-se uma autoridade global. Jamie resiste a essa ideia. Ele tenta se desculpar com Gwendolyn por suas ações, mas ela o afasta, enfurecida por ter danificado sua carreira. No último dia da campanha, ele pede ao público para não votar em Waldo, deixando a van e tentando esmagar a tela. Napier assume os controles de Waldo e ordena ao público atacar Jamie. No dia da eleição, Jamie observa os resultados de uma cama de hospital; Monroe vence, com Waldo (agora controlado por Napier) chegando em segundo e Gwendolyn em terceiro lugar. Napier incita o público a um motim.
Durante os créditos finais, é relevado que Jamie se tornou um sem-teto. Waldo é visto em uma tela de televisão, mostrando a visão da agência americana através de um rosto amigável enquanto usufrui de autoridade. Furioso, Jamie tenta destruir a tela mas é impedido pela polícia.

## Produção
O episódio foi filmado em torno da cidade de Buckinghamshire em High Wycombe; Muitas das cenas que envolvem a van de Waldo foram filmadas ao redor do centro da cidade. A cunhada de Brooker, Rupa Huq, recebeu agradecimentos nos créditos; ela mesma se candidatou nas eleições de 2005 para o distrito vizinho de Chesham e Amersham, uma fortaleza conservadora semelhante ao assento seguro imaginário mostrado no programa.

## Recepção da crítica
O The A.V. Club avaliou o episódio com um C +, concluindo: "Não há apenas o suficiente para sugerir que o momento de Waldo duraria muito mais do que 15 minutos, e o show não ajuda por ter todos os seus personagens de acordo." O Den of Geek também concordou, afirmando: "Este foi um episódio de Black Mirror menor, no caso, mas isso é em parte porque a qualidade dos demais tem sido tão alta." O The Telegraph deu ao episódio 3 de 5 estrelas, escrevendo: "Brooker não deu mais ovos, pelo menos, não até o fim, onde mostrou uma visão distópica de Waldo tornando-se um meio de controle mental universal."
Vários sites de notícias, incluindo um de Chris Cillizza, repórter político do The Washington Post, compararam a campanha política de Donald Trump em 2016 com o episódio; mais tarde, em setembro de 2016, Charlie Brooker também comparou a campanha de Trump com "The Waldo Moment" e previu que Trump ganharia as eleições de 2016.  Na noite da eleição, na hora em que a vitória de Trump estava se tornando clara para a nação, Black Mirror enviou um tweet proclamando: "Este não é um episódio, não é marketing, é a realidade".